# 4495 Dassanowsky
4495 Dassanowsky eller 1988 VS är en asteroid i huvudbältet som upptäcktes den 6 november 1988 av de båda japanska astronomerna Masaru Arai och Hiroshi Mori vid Yorii-observatoriet i Japan. Den är uppkallad efter Elfi von Dassanowsky.
Asteroiden har en diameter på ungefär 24 kilometer och den tillhör asteroidgruppen Hilda.